# The Cars (album)
Pour les articles homonymes, voir Cars.
Albums de The Cars
Candy-O
(1979)
The Cars est le premier album studio du groupe de new wave américain The Cars, sorti en juin 1978.
L'album est certifié 6 fois disque de Platine aux États-Unis.

## Historique
L'album a été enregistré en février 1978  à Londres aux Air Studios de George Martin, le producteur des Beatles, mixé au Sterling Sound de New York et produit par le producteur de Queen, Roy Thomas Baker.
Il sort le 6 juin 1978 sur le label Elektra / Asylum Records.

## Accueil critique
L'album The Cars est classé 16e parmi les 100 meilleurs premiers albums de tous les temps (The 100 Best Debut Albums of All Time) par le magazine américain Rolling Stone, juste devant le premier album des Beatles. Selon Rolling Stone, aucun groupe n'a jamais publié un premier album à ce point rempli de classiques à écouter en voiture.
Le guitariste Elliot Easton affirme « We used to joke that the first album should be called The Cars' Greatest Hits » (« Nous avions l'habitude de blaguer en disant que le premier album devrait s'appeler les Greatest Hits des Cars »).
Le site AllMusic attribue 5 étoiles à l'album. Le critique musical Greg Prato d'AllMusic est dithyrambique : « Le premier album des Cars en 1978, publié sur le label Elektra, est un véritable chef-d'œuvre du rock. Le groupe l'a qualifié en plaisantant de "véritable album des plus grands succès", mais ce n'est pas exagéré : les neuf titres sont des classiques de la new wave et du rock, qui tournent toujours sur les radios rock. L'une des chansons new wave les plus populaires de tous les temps, Just What I Needed, est un point culminant évident, tout comme des succès familiers tels que Good Times Roll, My Best Friend's Girl et You're All I've Got Tonight ». Et Prato de conclure : « Avec des performances, une écriture et une production sans faille, le premier album des Cars reste l'un des classiques du rock ».

## Titres
Tous les titres ont été composés par Ric Ocasek excepté Moving in Stereo, composé par Ric Ocasek et Greg Hawkes.
De cet album sont extraits trois singles : Good Times Roll, My Best Friend's Girl et Just What I Needed. Ce dernier titre, étroitement associé au mouvement new wave, doit beaucoup aux synthétiseurs de Greg Hawkes.

### Face 1
1. Good Times Roll – 3:44
2. My Best Friend's Girl – 3:44
3. Just What I Needed – 3:44
4. I'm in Touch with Your World – 3:31
5. Don't Cha Stop – 3:01

### Face 2
1. You're All I've Got Tonight – 4:13
2. Bye Bye Love – 4:14
3. Moving in Stereo (en) – 4:41
4. All Mixed Up – 4:14

## Musiciens
- Ric Ocasek : chant, guitare rythmique
- Elliot Easton : guitare solo, chœurs
- Benjamin Orr : basse, chant sur Just What I Needed, Bye Bye Love, Moving in Stereo et All Mixed Up
- Greg Hawkes : claviers, synthétiseur, percussions, saxophone, chœurs,
- David Robinson : batterie, percussions, chœurs

## Production
- Roy Thomas Baker : production
- Geoff Workman, Nigel Walker : ingénieurs
- George Marino : mastering aux studios Sterling Sound de New York
- Ron Coro : direction artistique
- Johnny Lee : design de la pochette
- Elliot Gilbert : photographies

## Certifications
| Pays                    | Certification | Unités certifiées | Date de certification |
| ----------------------- | ------------- | ----------------- | --------------------- |
| Australie (ARIA)        | 2 × Platine   | 140 000           | 2005                  |
| Canada (Music Canada)   | 2 × Platine   | 200 000           | 01/06/1979            |
| États-Unis (RIAA)       | 6 × Platine   | 6 000 000         | 05/04/1995            |
| Nouvelle-Zélande (RMNZ) | Platine       | 15 000            | 1979                  |
| Royaume-Uni (BPI)       | Argent        | 60 000            | 09/05/1979            |